# Acanthocyclops insectus
Acanthocyclops insectus – gatunek widłonoga z rodziny Cyclopidae. Opisał go w 1882 roku amerykański zoolog Stephen Alfred Forbes, nadając mu nazwę Cyclops insectus.